# 玩命再劫
《极盗车神》（英語：Baby Driver）是埃德加·赖特自编自导的2017年動作片，安塞爾·埃爾格特领衔主演标题人物“宝贝”，一心摆脱犯罪生涯、与女友黛博拉（莉莉·詹姆斯饰）长相厮守。凱文·斯貝西、喬·漢姆、艾莎·岡薩雷、傑米·福克斯、強·柏恩瑟饰演配角。Working Title Films合伙人艾瑞克·費納、蒂姆·貝文与高谈阔论制片的妮拉·帕爾克联合制作本片，索尼影业发行与三星影业负责商业发布，电影由三星影业和传媒权利资本合作注资。
本片源自赖特年轻时的构想，先后经过二十多年发展，早期导演经历令他对本片的抱负更进一步。电影本以洛杉矶为背景，后改为亚特兰大，把该城风貌融入叙事并发挥重要作用。2016年2至5月，《极盗车神》的主体拍摄在亚特兰大展开，为期四个月。电影制作涉及精心计划与协调的特技、编舞、镜头内剪辑。影评人研究本片主题，强调电影采用的色彩象征手法和男主角的道德观发展。
电影2017年3月11日在西南偏南电影节首映，6月28日在北美和英国院线上映，精工细作和风格赢得传媒普遍好评，但人物塑造和剧本偶有非议。國家評論協會把《极盗车神》选为年度佳片。本片的良好口碑，加上系列大片票房号召力减弱，促使本片拿下近2.27亿美元全球票房。影片获众多荣誉肯定，入围三项奥斯卡金像奖、两项英国电影学院奖（获最佳剪辑奖）、两项评论家选择奖（同样在剪辑奖胜出）、一项金球獎，另有以技术成就为主的许多其他奖项。票房口碑双丰收促使制片商考虑拍续集。

## 剧情
宝贝是亚特兰大犯罪集團的專用逃逸司机，帮忙在银行抢劫後逃脱。幼时车祸夺走双亲，後遺症使他严重耳鸣，靠音乐的淨化作用减轻症状。宝贝多年前无意间偷走犯罪头目道哥存放赃物的车，从此靠运送道哥召集的抢劫犯还债。闲暇时他把录制的对话片段混录成音乐，照顾哑巴养父约瑟夫。宝贝在餐馆吃饭时结识女服务员黛博拉，两人开始交往。
宝贝再次参与的抢劫出了岔子，有人见义勇为带枪追捕，但連同警察都被宝贝甩掉。其中一名同伙因粗心而遭滅口，所以还清欠债后宝贝决心不再犯罪，开始在披萨店送外卖。道哥在他晚上与黛博拉约会时出现，以黛博拉和约瑟夫的安全「說服」他加入下一次行动。
最新行动人员包括還算和善的巴迪与其神枪手夫人达琳，多疑又戾氣十足的“蝙蝠”則刚见面就對宝贝看不順眼。众人购买非法枪支时，蝙蝠声称卖家有人是卧底警察并直接开火，巴迪等人不得不跟著杀害對方全部。蝙蝠在回程中臨时要求宝贝停车，適為黛博拉所工作的餐厅，宝贝知道他残忍嗜杀，想方设法阻他為細故杀人，雙方嫌隙更深。
道哥对蝙蝠等人杀害军火商非常愤怒，称那些人都是他买通的腐败警察。因事關重大，他决定取消抢劫，但蝙蝠等人坚持在消息傳出去前先行动手。宝贝当晚想同黛博拉远走高飞但遭巴迪阻挡，他倒想放寶貝一馬，但蝙蝠发现了混录磁带，觉得宝贝想告发众人而跟了上來。眾人打昏寶貝後取來所有錄音帶，隨機播放後，發覺内容的确是混录音乐才逃过一劫。
蝙蝠抢劫时杀害保安，反感至极的宝贝拒绝开车逃离，蝙蝠出手殴打。忍无可忍的宝贝开车冲向前車的鋼筋，蝙蝠当场被釘在座位上。宝贝、巴迪、达琳下车徒步逃跑。达琳同警方交火时丧生，巴迪对宝贝怀恨在心发誓杀他报仇。宝贝偷车逃回家，把约瑟夫送到疗养院，不法的收入也都留给他，随后去餐厅接黛博拉，发现巴迪就在等他。宝贝趁其分心，一槍打中巴迪并与黛博拉逃离。
宝贝来到道哥的藏身处想取回磁带但道哥不同意。看到黛博拉安慰宝贝时道哥才心软，又將自己的逃亡經費送給两人并指明出境路线，自称也曾爱过。在三人到達停车场準備出逃時，追擊道哥的惡徒圍了上來。道哥出手打死对方但手上中枪，又被赶來的巴迪开车輾過。经一陣追逐，巴迪抓到宝贝，在宝贝耳边开枪。宝贝痛苦失聪，喪失行動力。黛博拉用撬棍打中巴迪，宝贝趁機开枪命中巴迪的腿讓他站不穩摔下楼。兩人逃离现场。
兩人次日遇到警方路障，黛博拉想要硬闖，但宝贝决定投降。约瑟夫、黛博拉及幾名被宝贝善待的被害人等人出庭作證，强调他走上歧路實迫於無奈，但心地善良。法官判他25年有期徒刑，五年后可申请假释。黛博拉在宝贝坐牢期间不离不弃，开老式车去接他出狱，一圓宝贝多年美梦。

## 演员
- 安塞爾·埃爾格特饰迈尔斯·“宝贝”：
宝贝是随时待命的犯罪逃逸司机，非常喜欢音乐[5]。艾尔高特认为宝贝非常纯真，“内心深处比实际年龄更年轻”[6]。埃德加·赖特与Working Title Films制片人早在取得电影预算前就开始思考请谁出演男主角，考虑人选包括艾尔高特、約翰·波耶加、羅根·勒曼[7][8]。艾尔高特觉得剧本引人入胜，决定前来试境[6]。试镜好几次后，他因试镜录影带中假唱与随Commodores乐队1977年单曲《Easy》起舞的表演入选[9]。赖特对这首歌非常满意并加入电影配乐[9][10]。导演表示，“艾尔高特身上有种古老灵魂的感觉，感觉与剧本很契合”，所以请他出演[7]。
  - 哈德森·米克饰童年时的宝贝[11]。
- 莉莉·詹姆斯饰黛博拉：
黛博拉是与宝贝交往的餐厅服务员。詹姆斯认为剧本导向和配乐扣人心弦，决定参与女主角试镜。[12]媒体采访时询问她自认与黛博拉有什么特别相似的地方，詹姆斯回答：“我喜欢音乐，有些会做梦，还有些冲动。黛博拉决定抛下餐馆的工作、跟刚刚认识的人私奔……我自认也会这样冲动，而且我很忠诚”。[12]艾瑪·史東曾是女主角扮演人选[13]。
- 凱文·斯貝西饰道哥：
道哥是亚特兰大犯罪集团的神秘头目，斯派西参演《极盗车神》的消息于2015年11月正式向传媒公布[14]。
- 喬·漢姆饰杰森·“巴迪”·范霍恩：
巴迪本是华尔街银行家，因吸毒走上犯罪道路，中年危机导致他的决定往往是一时冲动。赖特眼中的巴迪强壮、文雅、英俊，就像《亡命大煞星》里史提夫·麥昆、亦或《战略高手》中佐治·古尼诠释的人物，只不过更为险恶。[15]巴迪是本片唯一专为演员创作的角色，赖特是哈姆的粉丝和老友[16]。两人2008年在《週六夜現場》节目后的聚会相识[15][17]，早在制片商选中本片多年前，哈姆就曾参与剧本的同桌分角阅读[18]。
- 艾莎·岡薩雷饰莫妮卡·“达琳”·卡斯特罗：
达琳是巴迪的夫人，非常年轻、活泼，也是道哥抢劫团伙唯一的女子。她和巴迪关系密切，两人一起就像邦妮和克萊德[19]。冈萨雷斯觉得达琳对现实毫无依恋，生活乏味，思想和行为格格不入[20]，但她对这样强势的女角色很感兴趣：“我觉得她可谓铁石心肠，非常令人敬畏。她的保护欲很强，只要看到所爱面临威胁就变成母狮。”[21]冈萨雷斯2015年12月加入剧组[22]。
- 傑米·福克斯饰利昂·“蝙蝠”·杰斐逊三世：
蝙蝠是道哥的心腹，为人特别残忍，对任何人只要稍有不满就无情除去。赖特推荐请福克斯出演，又担心对方可能不想演配角[17]。福克斯对本片艺术导向深感着迷，在昆汀·塔伦蒂诺支持下加入项目[17]。他模仿年轻时在洛杉矶喜剧俱乐部初遇的老友扮演蝙蝠[23]。
- 強·柏恩瑟饰格里芬·“格里夫”：
格里夫是道哥的爪牙，负责保护抢劫人员。博恩瑟认为新闻媒体常将罪犯描绘得非常无能，为演好角色他向现实生活中的职业罪犯请教，以便更好地了解角色和黑社會内部运作。[24]他在接受采访时称：“总有些白痴一直待在原地或落下钱包导致被抓，但犯罪头目水平、智商大相径庭，我觉得有些很有天赋，做事非常认真，所以和他们交流”[24]。
- CJ·琼斯饰乔：
乔是宝贝的养父，耳朵听不见而且坐轮椅。选角总监弗朗辛·梅瑟勒需找到合适演员诠释约瑟夫，琼斯远比角色年轻，但竞争对手大多不是聋哑人，最终他脱颖而出。琼斯决定直到后期制作才请现场翻译，他还与现场导师合作帮艾尔高特磨练手语。[25]

其他演员包括：Flea饰演艾迪·“没鼻子”；兰尼·琼出演JD；斯凯·费雷拉扮演宝贝的生母；兰斯·帕默诠释宝贝的生父。大冯波与杀手迈克客串餐馆顾客，保罗·威廉姆斯饰演“屠夫”，乔恩·斯宾塞出演狱警。

## 制作

### 早期发展和准备

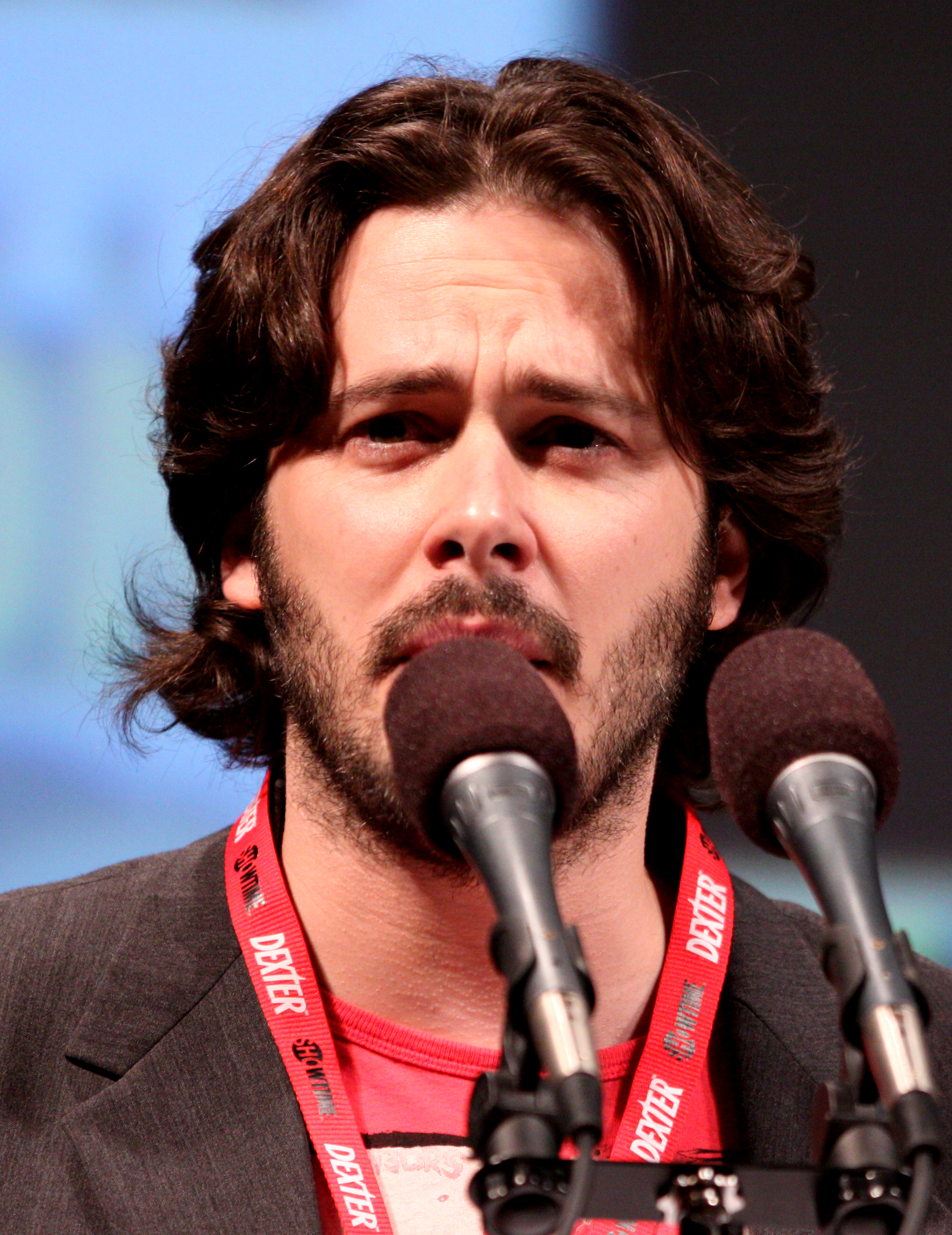
2010年的埃德加·赖特

赖特早在1995年就萌生本片构想，当时他21岁，住在伦敦近郊，编剧和导演事业尚无起色，但一直对项目充满热情。他搬到伦敦拍摄职业电影处女作、低成本西部喜剧片《荒野大指客》，同时思考未来在娱乐业如何发展。赖特反复聆听乔恩·斯宾塞布鲁斯爆炸乐队第四张录音室《Orange》，为构想《极盗车神》助力。起初他的思路是高速追车，随后演变成完整桥段，逃逸司机在车上随歌曲《喇叭裤》起舞，接下来进入追车戏。这场戏后来写入剧本放在电影开头，但赖特此时的构想才刚起步，距项目落实还差得远。电影定型时的艺术走向受众多因素影响，如iPod面世、赖特童年时的耳鸣症，他对奧利佛·薩克斯著作《音乐神经学》的理解等。
2003年赖特用2.5万英镑预算为尼尔·克拉克斯顿的《蓝歌》制作音乐视频，故事背景源自《极盗车神》早期构想。视频的成功出人意料，赖特对此很高兴，但他认为构想潜力远不止此，感到有些浪费。回首往事，赖特承认2003年的音乐视频意义重大，是《极盗车神》的概念验证。赖特首部重要长片《活人甡吃》（2004年）从艺术导向上看是催生《极盗车神》的重要催化剂，代表他开始长期同Working Title Films制片人合作，《极盗车神》前期发展离不开他们的协助。2007年赖特已同Working Title签署拍摄多部电影的合约，心中对《极盗车神》已有明确构思，他与史蒂文·普赖斯会晤，探讨影片早期音乐理念。剧本创作在2010年《歪小子史考特》上映前后开始，但赖特因项目《世界尽头》（2013年）与《蚁人》分身乏术，其中《蚁人》此时项目前景未定，赖特已同喬·柯尼許创作剧本，需要优先处理，故《极盗车神》的前期准备一再延迟。赖特离开《蚁人》后立即投身本片制作，制片商在开拍前开始整理演员和技术人员名册。赖特与洛杉矶、伦敦前职业罪犯共事，力求准确反映银行抢劫犯如何“工作”。
赖特与首席剪辑保罗·马奇利斯、洛杉矶剪辑埃文·希夫在制作初期用动画分镜设计预剪辑草案。马奇利斯负责用Avid Media Composer软件把每个动画分镜与配乐歌曲切分，他和赖特曾在《世界尽头》和《歪小子斯科特对抗全世界》合作。马奇利斯还在片场提供摄制建议，这对剪辑师来说很不寻常。

### 摄制

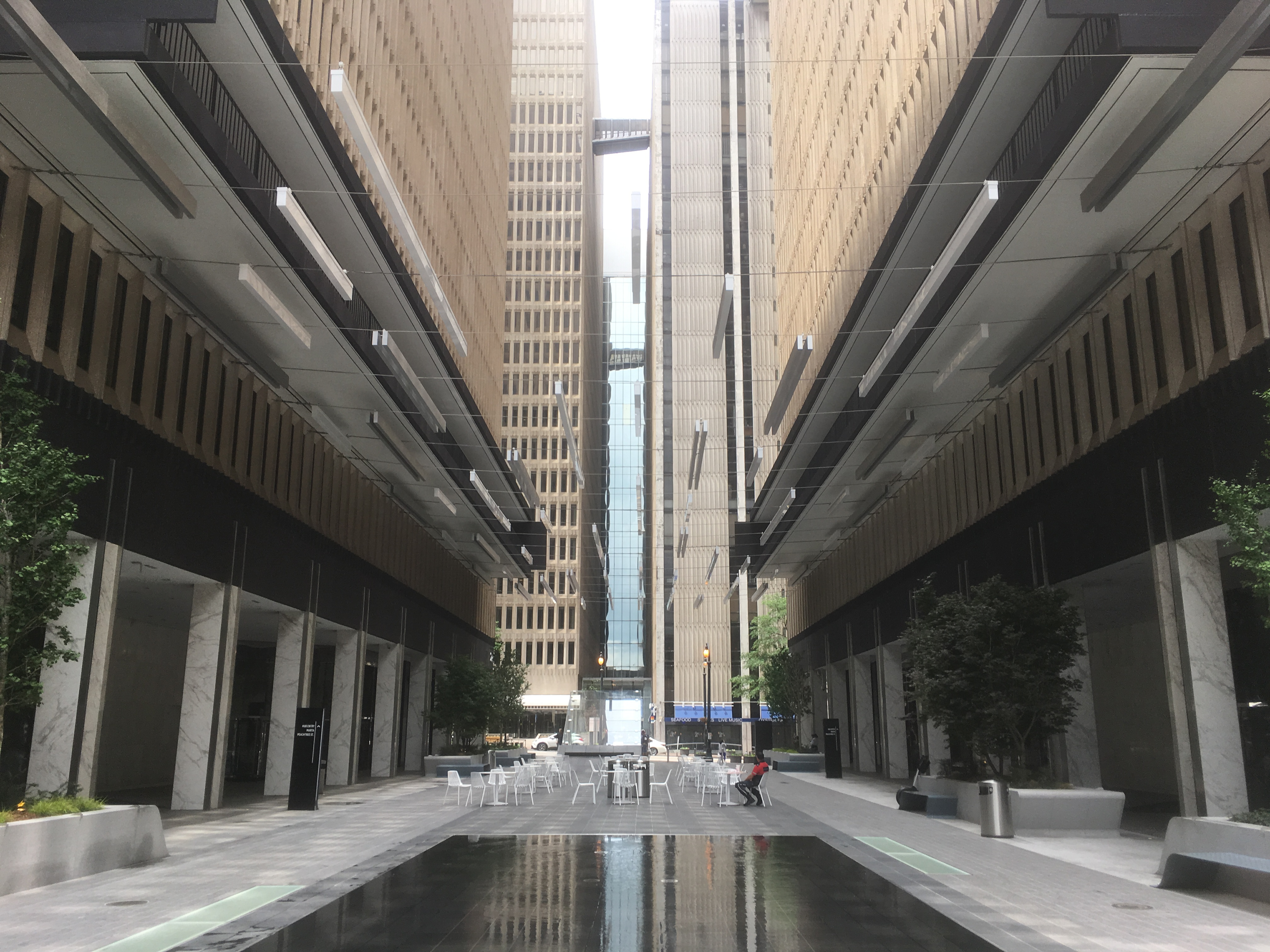
《极盗车神》主要在亚特兰大市中心取景，实地镜头突出桃树中心（摄于2019年）等地标

《极盗车神》本以洛杉矶为背景，但高昂的制作成本令剧组望而却步。制片商决定挑选为电影制作提供优厚可转移免税额度的城市，亚特兰大在选址侦探提供的选项中脱颖而出。该市大片出境率比其他全球城市高一倍，为确保剧情真实可信，镜头必须保留城市风貌。赖特用一周在亚特兰大了解地方景观和文化以便按需修改剧本，发现该城身为物流枢纽更适合《极盗车神》剧情落实。电影2016年2月开始主体拍摄，耗时四个月，同年五月收尾，基本在亚特兰大市中心取景。选址注重突出亚特兰大地标（如桃树中心）、文化机构乃至当地传媒。其他取景地点包括乔治亚州盖恩斯维尔与门罗县乡村。选址侦探曾为第一摄制组探查亚特兰大其他郊区，但赖特觉得郊区茂密的树叶不适合充当本片背景，城市化的一面更好。电影拍摄期间共为地方经济贡献3010万美元。
赖特表示，《粉身碎骨》（1971年）、《美國風情畫》（1973年）、《虎口拔牙》（1978年）、《驚爆點》（1991年）、《落水狗》（1992年）、《盜火線》（1995年）等电影对本片视觉特点和创作导向影响很大。为营造美感，剧组的主要目标包括以实景电影制作技术拍摄。这需要精心策划来协调特技和编舞，尽可能都用镜头拍出来，实在不得以才动用视觉效果。《极盗车神》是摄影总监比尔·波普与赖特继《世界尽头》和《歪小子斯科特对抗全世界》后合作的第三部电影。波普基本是用宽银幕35毫米柯达胶片拍摄本片，采用潘那维申Panaflex Millennium XL2摄像机配备G、T、C系列宽银幕镜头。为捕捉激烈特技或达成导演为个别镜头要求的特殊摄制角度，摄影师还需以专用相机配合超级35胶片拍摄。物流运输遇到困难之际，潘那维申驻亚特兰大办事处协调剧组满足摄制需要。高潮戏在亞特蘭大獵鷹训练设施停车场上演，剧组只能夜间借用拍摄，灯光昏暗导致摄制非常困难。最后剧组采用翻新后曝光宽容度更大的阿萊Alexa相机以数字格式拍摄。

### 视觉效果
赖特注重实效电影制作手段，片中视觉特效很少。斯图尔特·拉什利与谢兰德拉·斯旺卡监督伦敦双重否定特效公司创作本片大部分视觉效果，共计430个镜头，投入专业画师120人。他们以电影早期动画分镜为参考确定视听项目，使用Nuke软件制作无法直接用镜头拍摄的追车动画。追车桥段一旦重拍往往就需要更新特效动画，特效组需维护软件控制工具，以便画师随时调用最新音频。英国莫里奈公司也为本片制作特效镜头。
据拉什利透露，突出电影视听组合曲目的关键桥段包括“哈莱姆曳步舞”、宝贝走街串巷买咖啡的推轨单镜头、“龙舌兰酒”、道哥抢劫团伙与卧底警察交火。“哈莱姆曳步舞”是片中比较复杂的桥段，剧组拍摄并保留的镜头量超出所需，以便需要时调用。“龙舌兰酒”桥段布景需要精确配合镜头内剪辑。双重否定用子弹发射、火花、枪声补充真人镜头，同时牢记配合音乐鼓点节奏。特效工作组发现镜头融合音频对真人电影非常适合，但如何向观众传达情感暗示等问题对工作提出独特挑战。
《极盗车神》的高潮桥段称为“布莱顿摇滚”，为保障安全、避免损失太大，双重否定用计算机生成画面强化镜头。为体现车辆撞到人物，特效组分阶段制作事故画面，再融合成完整镜头，营造现实感和控制感。巴迪偷来的警车从停车场顶楼坠落中庭，剧组需缩短掉落距离，在停车场另一边用起重机按车主要求把车放下。双重否定用中庭的光学雷达扫描图接景，叠加特技延长实际坠落时间。

### 特技与编舞
第二摄制组导演达林·普雷斯科特、特技司机杰里米·弗莱及其他专家组成的团队协调影片车辆特效。他们取得市区拍摄许可前先在亚特兰大赛车场排练，剧组用特制的起重机镜头、装有起重机臂且内置摄像机的小汽车捕捉特技。接下来马奇利斯把胶片剪成新版动画，及时提高特技拍摄精度。许多车辆特技是弗莱开车，演员经过适当训练可以参与要求不高的特技演出。
《极盗车神》的特效演出非常复杂，普雷斯科特认为本片是他最重要的项目。片中“180度进、180度出”桥段由弗莱驾车高速通过多辆汽车阻挡的窄巷，其间车头与车尾对调位置（180度）。据普雷斯科特回忆，这场戏共拍摄五到六次，“你要考虑很多，不能让杰里米受伤，拍这场戏要花不少钱，摄影师需保持距离以免受伤”。电影片头的高速公路追逐戏也很复杂、难拍，剧组无权封闭85號州際公路，必须在八小时内完成摄制，迫使众人仅排练一小时就在凌晨开拍。除多次高速跨越外，桥段还有跨越障碍物等特技，普雷斯科特带队一边考虑交通状况一边仔细协调。庞大的警方车队包围50辆电影摄制车，占满85号州际公路所有车道。根据剧本要求，男主角驾驶的逃逸用车应该低调，容易融入周围车辆。赖特根据失窍汽车统计数据选中丰田卡罗拉，但制片商要求车辆“稍性感点儿”，剧组最后选用红色斯巴鲁WRX。
瑞安·赫芬顿负责本片编舞，确保片中编舞桥段电影演员和特技演员的动作同步。《极盗车神》是他首次参与电影制作，此前主要同希雅、拱廊之火等艺人合作，名声基本局限在音乐领域。赫芬顿觉得本片剧本引人入胜，但他不熟悉导演以往的作品，只能在首次面试后花时间补课。赫芬顿与赖特早期面谈时详细交流艺术视野，用节奏或结构充满戏剧变化的歌曲充当模板。赫芬顿在电影开拍第一天已经开始督导“哈莱姆曳步舞”桥段，现场聘用五到六十名臨時演員。艾尔高特和福克斯都有舞蹈经验，所以其他桥段编舞没那么费劲儿。演员排练每个桥段时都播放音乐，一个个镜头练习。

### 音效设计

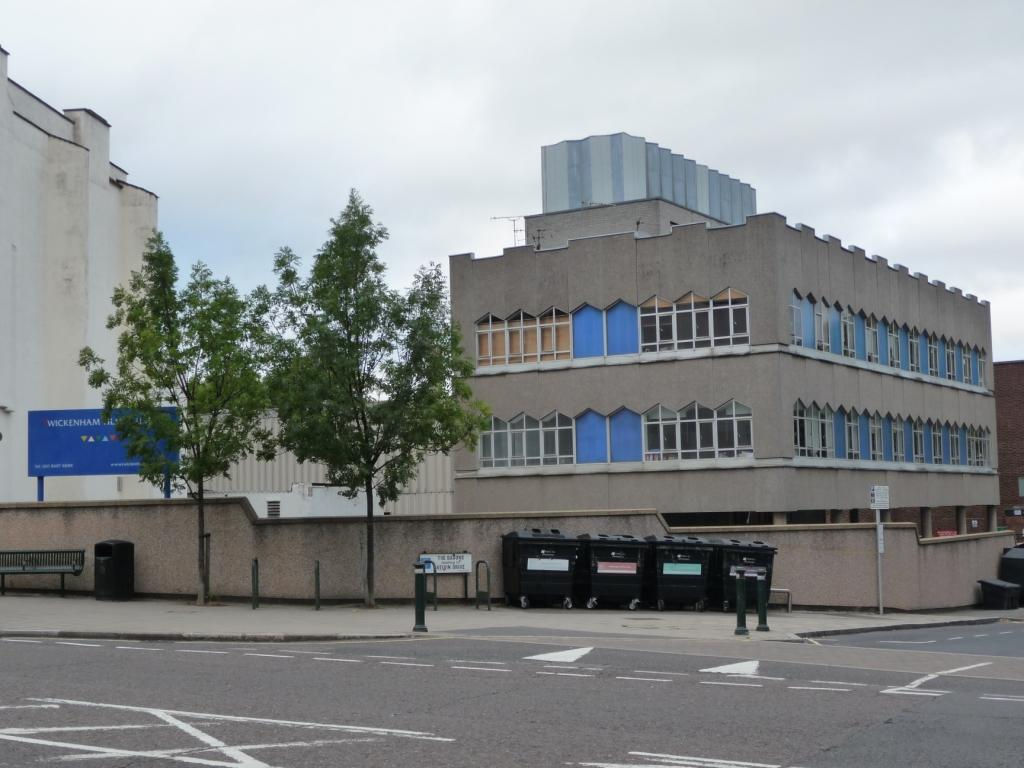
剧组在伦敦特威克纳姆制片厂（摄于2010年）预先混录音频

朱利安·斯莱特获邀参与项目前收到剧本副本和便携式文档，其中包含精心挑选的音乐和粗略混音。他与音乐编辑布拉德利·法默密切合作，把每段音乐分解成独特的节奏图，进而满足任何时间的同步需求。为避免音乐响起时掉拍，他们经常需要音频变调。两人用不同音频模拟宝贝的耳鸣，有时效果明显，有时只可意味、难以言传。耳鸣强度取决于宝贝的情绪，越焦急声音越大。事实证明音频节奏变化很难把握，斯莱特称，法默用实例表明，考虑每个音乐环节的同时，也要考虑没有音乐应该怎么处理，这样需要的构想时间就长得多。“哈莱姆曳步舞”桥段的音效创作最复杂，经过25轮才处理好，其中既有发动机各种差异微妙的音效，又有变化细微的对白等。“布莱顿摇滚”同样对剧组提出高要求，需要全新的音效频率、并改变嗓音及其他音效来突显宝贝扭曲的视角。
音效组用八天时间在亚特兰大赛车场录制汽车音效。为录制驾驶员和乘客位置听到的声音（车载录音），录音师吴华生在每辆车安装约六个话筒，进气箱和无线电仪表板各一个，排气口附近两个，发动机舱两个。吊杆操作员詹姆斯·彼得森带着枪式话筒跟在每辆车后录制外部声音，车辆经过的噪音用XY立体声设备录制。剧组在伦敦特威克纳姆制片厂预先混录音频，最终混音在金冠影业后期制作设施完成。

### 音乐
赖特与普莱斯在电影前期准备阶段交换看法，挑选十首曲目塑造影片音乐走向。剧组共取得36首曲目的采用许可，大部分都在电影开拍很久以前写入剧本。剧本部分嘻哈或电子音乐曲目包含听不清的取样，赖特无法取得许可。最后他放弃其中的取样部分，单独取得歌曲许可并纳入配乐唱片。唱片还有《追我呀》和《他反应慢吗》两首原创歌曲，由危险老鼠和考拉小子作曲，其中《追我呀》还有Run the Jewels乐队和大冯波的贡献。《他反应慢吗》取样斯派西和博恩瑟的对白，考拉小子用模拟设备制成歌曲。
2017年6月23日，哥伦比亚唱片旗下品牌三十世纪唱片发行本片配乐的黑胶和雷射唱片。2018年4月13日，包含上张唱片未发布内容的《极盗车神第二卷：配乐中的配乐》面世。

## 主题

《极盗车神》用颜色象征核心人物性格。宝贝的暗色代表沉默是金，与蝙蝠、达琳、巴迪鲜艳明亮的颜色对比显著

赖特把宝贝的道德转变视为本片关键主题。大卫·西姆斯在《大西洋》杂志发文指出，电影起初以宝贝依赖音乐体现人物道德感与社会脱节，他利用音乐逃避耳鸣症与周围的混乱环境，直到保护黛博拉与约瑟夫的责任感、身边逐渐失控的局面迫使他直面现实。电影采用黑幫電影常见的表现手法，特别是英雄宿命、彻底的邪恶行径。
与赖特其他电影一样，《极盗车神》色彩动机非常鲜明，以不同颜色象征核心人物性格。宝贝起初衣装颜色单调，反映他眼中的世界只有黑白两色，与其他抢劫犯鲜艳明亮的颜色对比显著：蝙蝠是红色、达琳是紫色与粉色、巴迪为蓝色。随着故事发展，犯罪团伙构成的压力激增，宝贝的服饰色调随之变化，例如浅灰色乃至血迹斑斑的白衬衫。服装设计师考特尼·霍夫曼表示，宝贝浅灰色的服饰代表他竭力抗争，想摆脱犯罪组织。红色的含义随剧情变化，开始时代表蝙蝠嗜血的一面，到电影后半截变成象征巴迪痛失情侣后的愤怒。《洛杉磯時報》刊登贾斯汀·张的评论，称《极盗车神》探索身份认同与个人风格，同时探讨两者如何决定人的社会地位。
大卫·霍林希德与简·胡在《洛杉矶书评》发文，认为种族也是本片重要主题。文章以电影多个角度着手，如选角着眼“白人就是纯真”立场，建立“种族意识”潜台词，又如文化挪用的伦理道德问题。

## 发行

### 院线
2017年3月11日，《极盗车神》全球首映式在德克萨斯州奧斯汀西南偏南电影节举行。市场宣传由三星影业打头，策略包括积极参与社交媒体、全球巡回宣传、创作色彩鲜明的复古风格人物海报。三星与索尼影业发行原计划安排本片八月中旬在北美和英国上映，但影片在电影节巡演反响热烈，两家公司决定提前六周、在6月28日上映。通常暑期电影市场早期竞争更激烈，小成本电影更适合排在后期，故此次提前很不寻常。

### 家用媒体
索尼影业家用娱乐2017年9月12日发布《极盗车神》隨選視訊，十月推出蓝光影碟、DVD、4K超高清/蓝光组合。实物版包含两小时花絮，如幕后镜头、制作排练、分镜画廊、评论音轨、《蓝歌》音乐视频。《极盗车神》DVD和蓝光影碟面世首周就登顶美国畅销榜，售出22万6657份，收入560万美元。截至2018年1月，电影的DVD和蓝光影碟共售出59万5111份。

### 电视播映
Showtime電視網、FX拥有本片的美国廣播聯賣权。Showtime还向订阅用户提供流媒体观看。

## 反响

### 票房
《极盗车神》在中国市场表现一般，北美和欧洲上映期间反响上佳，属票房大片。电影在美国和加拿大收入约1.08亿美元，其他市场1.19亿，总票房约2.27亿，在2017年电影排第43，创下赖特导演电影新高。扣除拍摄预算、营销成本及其他费用，三星与传媒权利资本净获利5150万美元。良好口碑与系列大片票房号召刀减弱是本片大卖的重要原因。
美国电影院出口民调数据表明，本片在各类观众都有很大商业潜力。电影首映当晚的影院评分民调显示影迷平均评分“A−”（最高“A+”，最低“F”）。观众以年轻人为主，五成二不超过25岁，五成七为男子。观众选择本片的主要原因包括：想看动作片（四成四）、喜欢片中演员（两成六）、喜欢导演（一成六）。按小时计算的预售票量令《变形金刚5：最后的骑士》黯然失色。即便考虑媒体好评与良好口碑，大部分经济型电影也难以像本片这样在竞争激烈的市场长时间卖座。《极盗车神》全面上映第一天收入570万美元，其中包括星期二晚预映进账210万美元，随后又在周四拿下330万美元。影片首周末共在3226家电影院收入近三千万美元排名第二，仅次于《神偷奶爸3》，超出索尼的首周票房预期，创下赖特导演电影在美国开映的新纪录。第二个周末本片票房降至1300万美元，只有首周三成七；第三个周末电影进账880万美元。8月14日，电影在美国市场收入破亿。三星在8月25日这周扩大影片上映院线范围，从1074家电影院收入120万美元，比上周增加三成四。2017年10月19日，《极盗车神》撤下北美院线。
2017年6月28日至7月2日，《极盗车神》在另外16个国家或地区发行，周末总票房仅次于《神偷奶爸3》排第二。影片首周在英国680家电影院收入360万英镑，其他15个国家或地区都有不及；第二周收入180万美元，第三周仅下降两成六。本片在英国共计进账1160万美元。《极盗车神》在澳大利亚上映首周收入370万美元，墨西哥170万美元，法国170万美元，德国120万美元，巴西120万美元，西班牙84.3万美元，马来西亚62万美元。九月中旬本片登陆韩国院线，收入312万美元。9月3日，电影的海外票房总收入已经破亿。

### 专业评价
美国传媒把《极盗车神》评为2017年度佳片，如國家評論協會的年度十大佳片。新闻工作者称赞影片制作精良，尽显导演专长。《帝國雜誌》的特里·怀特称本片“原创程度多年来少有”，是“银幕上最接近追车歌剧”的作品。彼得·布拉德肖在《衛報》发文称赞电影既时尚又迷人，“充满纯粹的快乐与善良本质”，坚持追车没有人受害所以不是犯罪的浪漫理念。《综艺》刊登彼得·德布鲁格的文章，赞扬影片凭“高明的笑点、突然的反转……恰如其分的歌曲”，结合特别突出的追车场面自成一派。
影评人高度评价演员表现，特别是艾尔高特和詹姆斯。文章认为前者足以成为大明星，詹姆斯的表现“光芒四射”。影评人对电影人物塑造看法不一，有些批评片中部分人物、特别是女人的形象。“IndieWire”的埃里克·科恩指出，黛博拉的人物发展有欠成熟；怀特也觉得她的背景交待不足，人物缺乏深度与自我。理查德·布罗迪在《紐約客》发文，认为本片几乎每句对白都有目的，缺乏不同人物间的细微差异，演员种族多样但角色很大程度上可以互换。《纽约》杂志刊登大卫·艾德尔斯汀的文章，观点同《纽约观察家报》的塞尔玛·亚当斯类似，认为人物发展是本片优势所在。
电影高潮桥段的剧本创作和情节发展引起反弹。影评人认为高潮部分基调变化太大太快，破坏观影体验，是本片最大的败笔。亚当·奈曼在《影迷》杂志宣称，剧本失误表明赖特独自编剧的经验不足，“TheWrap”网站认为《极盗车神》的势头在高潮桥段损失殆尽，很不协调而且很不寻常，“难得见到电影人开场表现如此亮眼，最后却草草收场”。《纽约客》刊登安东尼·莱恩的文章，觉得本片太自命不凡，不像《終棘警探》（2007年）等赖特动作喜剧更有自知之明。
爛番茄网站收集本片394篇评论，认可度达九成二。网站的共识评述写道：“风格时尚、激动人心，再用所向披靡的配乐推波助澜。《极盗车神》急速上路——证明创作快节奏的动作片无需牺牲惊悚元素。”Metacritic共收集影片53篇评论，加权平均分86（最高100），代表“普遍好评”。

### 荣誉
| 机构                 | 颁奖日期       | 奖项                            | 提名人                                                                                                   | 结果 | 参考            |
| -------------------- | -------------- | ------------------------------- | --- | ---- | --------------- |
| 奥斯卡金像奖         | 2018年3月4日   | 最佳剪辑                        | 保罗·马奇利斯、乔纳森·阿莫斯                                                                             | 提名 | [ 132 ]         |
| 奥斯卡金像奖         | 2018年3月4日   | 最佳音效剪辑                    | 朱利安·斯莱特                                                                                            | 提名 | [ 132 ]         |
| 奥斯卡金像奖         | 2018年3月4日   | 最佳音效                        | 蒂姆·卡弗金、玛丽·埃利斯、朱利安·斯莱特                                                                  | 提名 | [ 132 ]         |
| 女性电影记者联盟     | 2018年1月9日   | 最佳剪辑                        | 保罗·马奇利斯、乔纳森·阿莫斯                                                                             | 提名 | [ 133 ]         |
| 美国电影剪辑工会     | 2018年1月26日  | 最佳歌舞或喜剧片剪辑            | 保罗·马奇利斯、乔纳森·阿莫斯                                                                             | 提名 | [ 134 ]         |
| 英国电影学院奖       | 2018年2月18日  | 最佳剪辑                        | 保罗·马奇利斯、乔纳森·阿莫斯                                                                             | 獲獎 | [ 135 ]         |
| 英国电影学院奖       | 2018年2月18日  | 最佳音效                        | 蒂姆·卡弗金、玛丽·埃利斯、朱利安·斯莱特                                                                  | 提名 | [ 135 ]         |
| 美国选角工会         | 2018年1月18日  | 大成本剧情片类                  | 弗兰辛·梅思勒、米根·刘易斯                                                                               | 提名 | [ 136 ]         |
| 芝加哥影评人协会     | 2017年12月12日 | 最佳剪辑                        | 保罗·马奇利斯、乔纳森·阿莫斯                                                                             | 獲獎 | [ 137 ]         |
| 电影音效工会         | 2018年2月24日  | 真人电影类                      | 马克·阿普尔比、蒂姆·卡弗金、加里斯·卡森斯、玛丽·埃利斯、格伦·加萨德、朱利安·斯莱特                       | 提名 | [ 138 ]         |
| 评论家选择电影奖     | 2018年1月11日  | 最佳剪辑                        | 保罗·马奇利斯、乔纳森·阿莫斯                                                                             | 獲獎 | [ 139 ]         |
| 评论家选择电影奖     | 2018年1月11日  | 最佳动作片                      | 《极盗车神》                                                                                             | 提名 | [ 139 ]         |
| 底特律影评人协会     | 2017年12月7日  | 最佳音乐采用                    | 《极盗车神》                                                                                             | 獲獎 | [ 140 ]         |
| 帝國獎               | 2018年3月18日  | 最佳导演                        | 埃德加·赖特                                                                                              | 提名 | [ 141 ] [ 142 ] |
| 帝國獎               | 2018年3月18日  | 最佳男新人                      | 安塞爾·埃爾格特                                                                                          | 提名 | [ 141 ] [ 142 ] |
| 帝國獎               | 2018年3月18日  | 最佳惊悚片                      | 《极盗车神》                                                                                             | 提名 | [ 141 ] [ 142 ] |
| 帝國獎               | 2018年3月18日  | 最佳艺术指导                    | 《极盗车神》                                                                                             | 獲獎 | [ 141 ] [ 142 ] |
| 帝國獎               | 2018年3月18日  | 最佳配乐                        | 《极盗车神》                                                                                             | 獲獎 | [ 141 ] [ 142 ] |
| 乔治亚影评人协会     | 2018年1月12日  | 最佳影片                        | 《极盗车神》                                                                                             | 提名 | [ 143 ]         |
| 乔治亚影评人协会     | 2018年1月12日  | 最佳导演                        | 埃德加·赖特                                                                                              | 提名 | [ 143 ]         |
| 乔治亚影评人协会     | 2018年1月12日  | 奥格尔索普奖优秀乔治亚电影      | 埃德加·赖特                                                                                              | 獲獎 | [ 143 ]         |
| 金球獎               | 2018年1月7日   | 最佳电影男主角（音乐剧/喜剧类） | 安塞尔·艾尔高特                                                                                          | 提名 | [ 144 ]         |
| 美国音效剪辑工会     | 2018年2月18日  | 最佳长片电影音乐音效剪辑        | 朱利安·斯莱特、布拉德利·法默                                                                             | 提名 | [ 145 ]         |
| 美国音效剪辑工会     | 2018年2月18日  | 最佳长片电影对白音效剪辑        | 朱利安·斯莱特、丹·摩根                                                                                   | 提名 | [ 145 ]         |
| 美国音效剪辑工会     | 2018年2月18日  | 最佳长片电影音效与动态拟音剪辑  | 朱利安·斯莱特、杰里米·普莱斯、马丁·坎特威尔、阿瑟·格雷利、罗恩·沃森、彼得·汉森、佐伊·弗里德、彼得·伯吉斯 | 提名 | [ 145 ]         |
| 爛番茄               | 2018年1月3日   | 2017年最佳大范围上映电影        | 《极盗车神》                                                                                             | 第七 | [ 146 ]         |
| 爛番茄               | 2018年1月3日   | 2017年最佳动作片                | 《极盗车神》                                                                                             | 獲獎 | [ 146 ]         |
| IndieWire影评人奖    | 2016年12月19日 | 2017年最期待电影                | 《极盗车神》                                                                                             | 提名 | [ 147 ]         |
| 国际选址经理工会     | 2018年4月7日   | 最佳当代片选址                  | 道格·德莱塞、凯尔·辛肖                                                                                   | 獲獎 | [ 148 ]         |
| 国际选址经理工会     | 2018年4月7日   | 最佳电影委员会                  | 亚特兰大电影和娱乐市长办公室                                                                             | 獲獎 | [ 148 ]         |
| 伦敦影评人协会       | 2018年1月28日  | 技术成就奖                      | 达林·普雷斯科特（特技）                                                                                  | 提名 | [ 149 ]         |
| 化妆与发型师工会     | 2018年2月24日  | 最佳当代长片化妆                | 菲奥纳库什、菲利斯·登普                                                                                  | 提名 | [ 150 ]         |
| 國家評論協會         | 2018年1月4日   | 年度十大佳片                    | 《极盗车神》                                                                                             | 獲獎 | [ 151 ]         |
| 纽约在线影评人协会   | 2017年12月10日 | 最佳音乐采用                    | 《极盗车神》                                                                                             | 獲獎 | [ 152 ]         |
| 新音樂快遞音樂獎     | 2018年2月14日  | 最佳影片                        | 《极盗车神》                                                                                             | 獲獎 | [ 153 ]         |
| 在线影评人协会       | 2017年12月28日 | 最佳剪辑                        | 保罗·马奇利斯、乔纳森·阿莫斯                                                                             | 亚军 | [ 154 ] [ 155 ] |
| 聖地牙哥影評人協會   | 2017年12月11日 | 最佳剪辑                        | 保罗·马奇利斯、乔纳森·阿莫斯                                                                             | 獲獎 | [ 156 ]         |
| 聖地牙哥影評人協會   | 2017年12月11日 | 最佳音乐采用                    | 《极盗车神》                                                                                             | 獲獎 | [ 156 ]         |
| 旧金山影评人协会     | 2017年12月10日 | 最佳剪辑                        | 保罗·马奇利斯、乔纳森·阿莫斯                                                                             | 獲獎 | [ 157 ]         |
| 卫星奖               | 2018年2月10日  | 最佳剪辑                        | 保罗·马奇利斯、乔纳森·阿莫斯                                                                             | 提名 | [ 158 ]         |
| 土星獎               | 2018年6月27日  | 最佳动作或历险片                | 《极盗车神》                                                                                             | 提名 | [ 159 ]         |
| 美國演員工會獎       | 2018年1月21日  | 最佳群体特技演出                | 《极盗车神》                                                                                             | 提名 | [ 160 ]         |
| 西雅图影评人协会     | 2017年12月18日 | 最佳剪辑                        | 保罗·马奇利斯、乔纳森·阿莫斯                                                                             | 提名 | [ 161 ]         |
| 圣路易斯影评人协会   | 2017年12月17日 | 最佳剪辑                        | 保罗·马奇利斯、乔纳森·阿莫斯                                                                             | 獲獎 | [ 162 ]         |
| 圣路易斯影评人协会   | 2017年12月17日 | 最佳配乐                        | 《极盗车神》                                                                                             | 獲獎 | [ 162 ]         |
| 圣路易斯影评人协会   | 2017年12月17日 | 最佳桥段                        | 宝贝买咖啡（片头字幕）                                                                                   | 亚军 | [ 162 ]         |
| 华盛顿特区影评人协会 | 2017年12月8日  | 最佳剪辑                        | 保罗·马奇利斯、乔纳森·阿莫斯                                                                             | 獲獎 | [ 163 ]         |

## 续集构想
《极盗车神》大卖促使制片商有意拍续集。2017年12月赖特宣布有意创作剧本，2019年1月开始写作，加入大批新角色推动情节发展。同年七月，赖特已将完成的剧本拿给艾尔高特，片名尚不确定。2021年1月，赖特确认完成续集剧本。